# یابش جلعاد

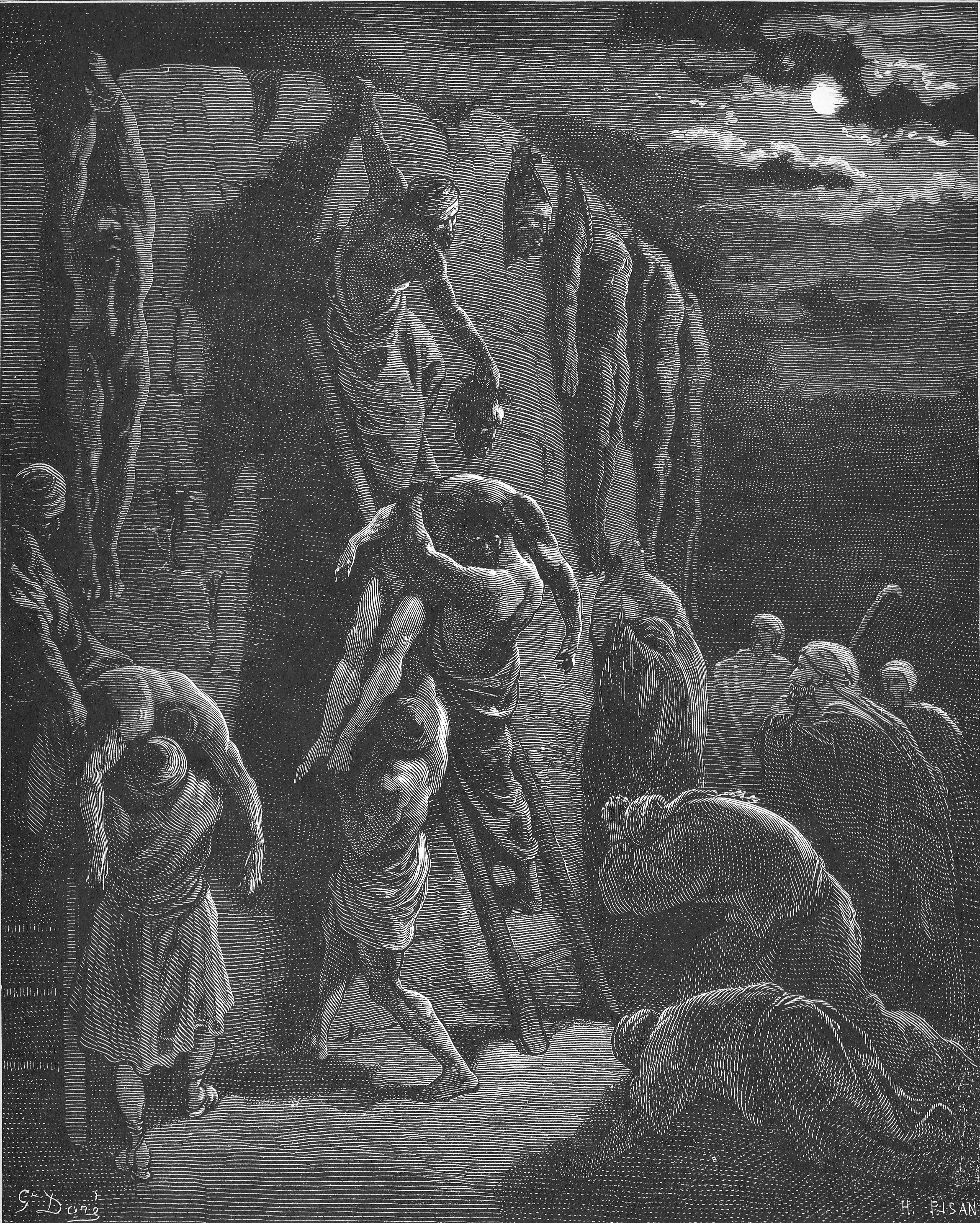
نقاشی از نبردهای شائول علیه [عمون] و فلیسطی‌ها در یابش جلعاد

یابش جلعاد (انگلیسی: Jabesh-Gilead) گاه به «جابش» خلاصه می‌شود، شهری باستانی بنی‌اسرائیل در گیلاد، در شمال غربی اردن. در کتاب مقدس عبری جابش بارها در رابطه با نبردهای شائول علیه [عمون] و فلیسطی‌ها ذکر شده است.